# Puszani metró
A puszani metró Dél-Korea második legnagyobb városának, Puszannak a tömegközlekedési hálózatának gerincét alkotja. Az első szakasz 1985-ben nyílt meg, a hálózat jelenleg 5 vonalból áll. A kettes és hármas vonal továbbépítése jelenleg is folyamatban van.
A metróhálózat utastájékoztatása a városba látogató külföldiek számára utasbarát, mivel mind az állomási táblák, mind a szerelvényeken történő utastájékoztatás kétnyelvű: a koreain túl angolul is információt nyújtanak.

## Hálózat
Puszan metróhálózatának első tervei 1979-ben születtek, az első vonal építése 1981-ben indult meg, majd négy szakaszban adták át 1985 és 1994 között. A második vonal építése 1991-ben kezdődött, teljes kiépítése napjainkban is tart. A harmadik vonal építése 1997-ben indult meg. Az eredeti tervek alapján 2002-ben kellett volna megnyitni, az Ázsia-játékokra, végül azonban csak 2005-ben indult meg rajta a forgalom. A vonal keleti ága jelenleg is építés alatt áll.
2008. január 10-e óta a hálózat a Puszannal szomszédos Jangszan városát is eléri, új, minőségi kapcsolatot kialakítva ezáltal a két város között. A kettes vonal jelenleg is tovább épül Jangszan közigazgatási területén.
A hálózat 3 vonalának összhossza jelenleg 95 km, az állomások száma 95. 2012-re, a jelenleg is épülő szakaszok átadása után a hálózat összhossza 112 km lesz, az állomások száma pedig 105-re nő. Idevéve a Kimheszi felé épülő könnyűmetrót is, az összhossz 136 km, az állomások száma pedig 123 lesz.
|  | Vonal      | Végállomások         | Végállomások koreaiul (angolul)     | Megnyitás éve | Hossz [km] | Állomások száma | Menetidő [perc] | Utasok száma [fő/év] | Utasok száma [fő/nap] |
|  | ---------- | -------------------- | ----------------------------------- | ------------- | ---------- | --------------- | --------------- | -------------------- | --------------------- |
|  | 1-es vonal | Sinphjong↔Nopho-tong | 신평↔노포동 (Sinpyeong)↔(Nopo-dong) | 1985          | 32,5       | 34              | 62              | 136 735 059          | 374 617               |
|  | 2-es vonal | Csangszan↔Jangszan   | 장산↔양산 (Jangsan)↔(Yangsan)       | 1999          | 44,5       | 43              | 88              | 78 428 255           | 214 872               |
|  | 3-as vonal | Szujong↔Tedzso       | 수영↔대저 (Suyeong)↔(Daejeo)        | 2005          | 18,1       | 17              | 39              | 22 366 129           | 61 277                |

### 1-es vonal
A narancs színnel jelzett egyes vonal a várost észak-déli irányban szeli át, a vonal hossza 32,5 km, az állomások száma 34. A vonal építéséről az első tervek 1979-ben készültek. Két évvel később, 1981-ben elkezdődött a vonal építése, majd 1985 júliusában adták át az első, 16,7 km hosszú szakaszt, a szöuli után Dél-Korea második metrójaként. A vonal kiépítésének szakaszai a későbbiekben a következőképpen alakultak:
- 1985 július: Nopho-tong – Pomnegol (16,2 km)
- 1987 május: Pomnegol – Csungang-tong (5,4 km)
- 1990 február: Csungang-tong – Szodeszin-tong (4,5 km)
- 1994 június: Szodeszin-tong – Szinphjong (6,4 km)

A vonal 1994-ben elérte mai kiépítettségét, továbbépítéséről jelenleg nincs szó. A vonalon jelenleg egy-egy átszállási pont van a másik két metróvonalra, a hármas vonal új ágának átadása után az átszállási lehetőségek száma eggyel nő.
A vonalon az üzemidő 5:10-kor kezdődik, az utolsó szerelvények hajnali fél egy körül indulnak a végállomásokról. A végállomástól végállomásig történő utazás 62 percig tart.

### 2-es vonal

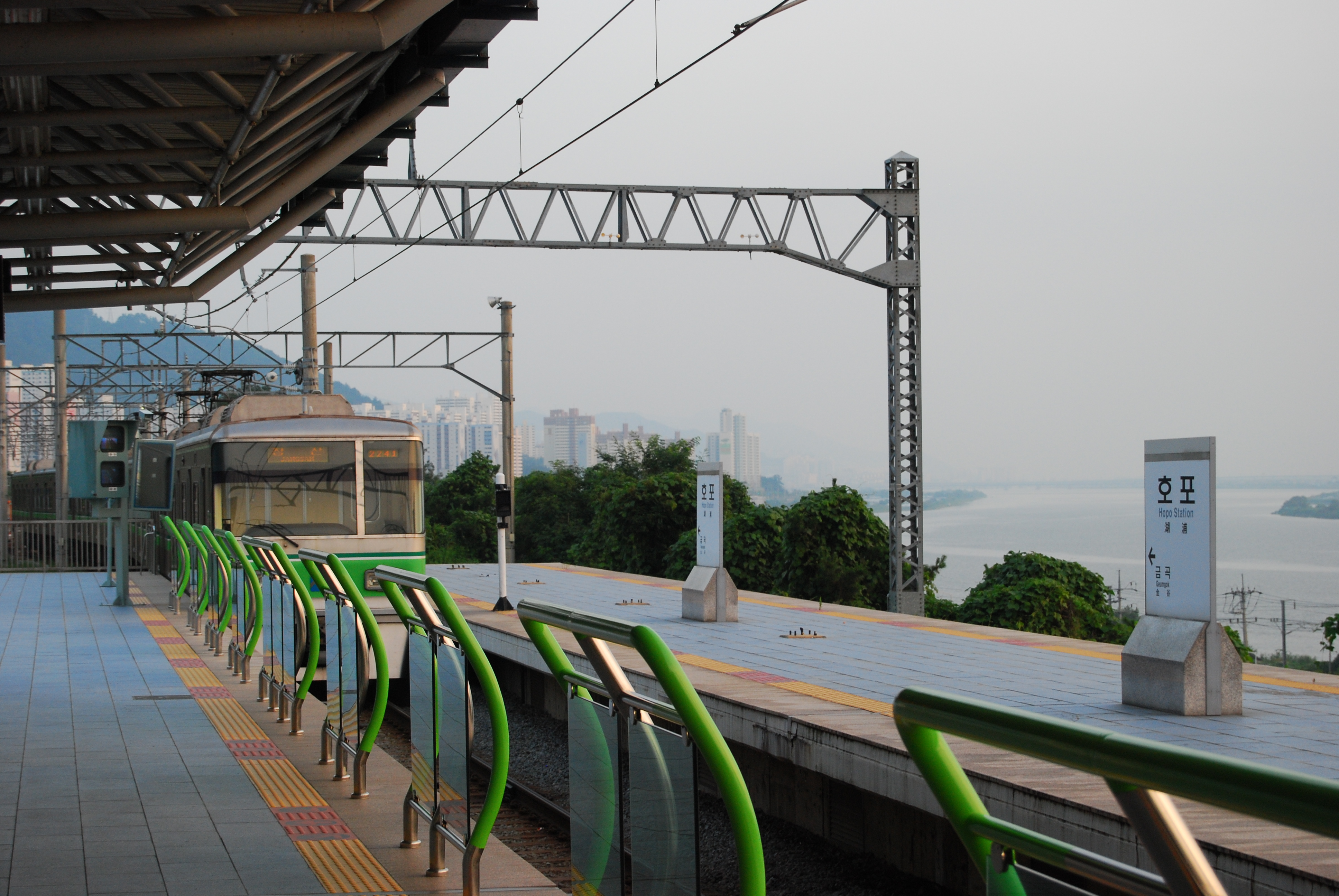
Hopho állomás a kettes vonalon a 2008. januári hosszabbítás előtt

A zöld színnel jelölt kettes vonal a város keleti feléből kiindulva éri el a Puszannal északon határos Jangszant. A vonal építését, egy 22,4 km hosszú, Hopho és Seomyeon közti szakaszon 1991-ben kezdték el, az átadás azonban csak 1999-ben történt meg. A vonalat azóta mindkét irányban meghosszabbították, az egyes szakaszok átadási ideje a következőképp alakult:
- 1999 június: Hopho - Szomjon (21 km)
- 2001 augusztus: Szomjon - Kumljonszan (7,7 km)
- 2002 január: Kumljonszan - Kvangan (0,9 km)
- 2002 augusztus: Kvangan - Csangszan (7,7 km)
- 2008 január: Hopho - Jangszan (7,2 km)

A vonal teljes hossza jelenleg 44,5 km, az állomások száma 41. A vonal Jangszan közigazgatási területére eső szakaszán öt állomás van (Hopho - Jangszan szakasz), de a vonal továbbépítése Jangszanon belül észak felé jelenleg is folyik, a teljes kiépítettség 2012-ig várható, a teljes vonal hossza ekkor 50,4 km lesz, az állomások száma 46.
A vonalon az első szerelvények 5:15-kor indulnak el, az üzemidő 00:42-ig tart, az átlagos menetidő a vonalon 88 perc.

### 3-as vonal

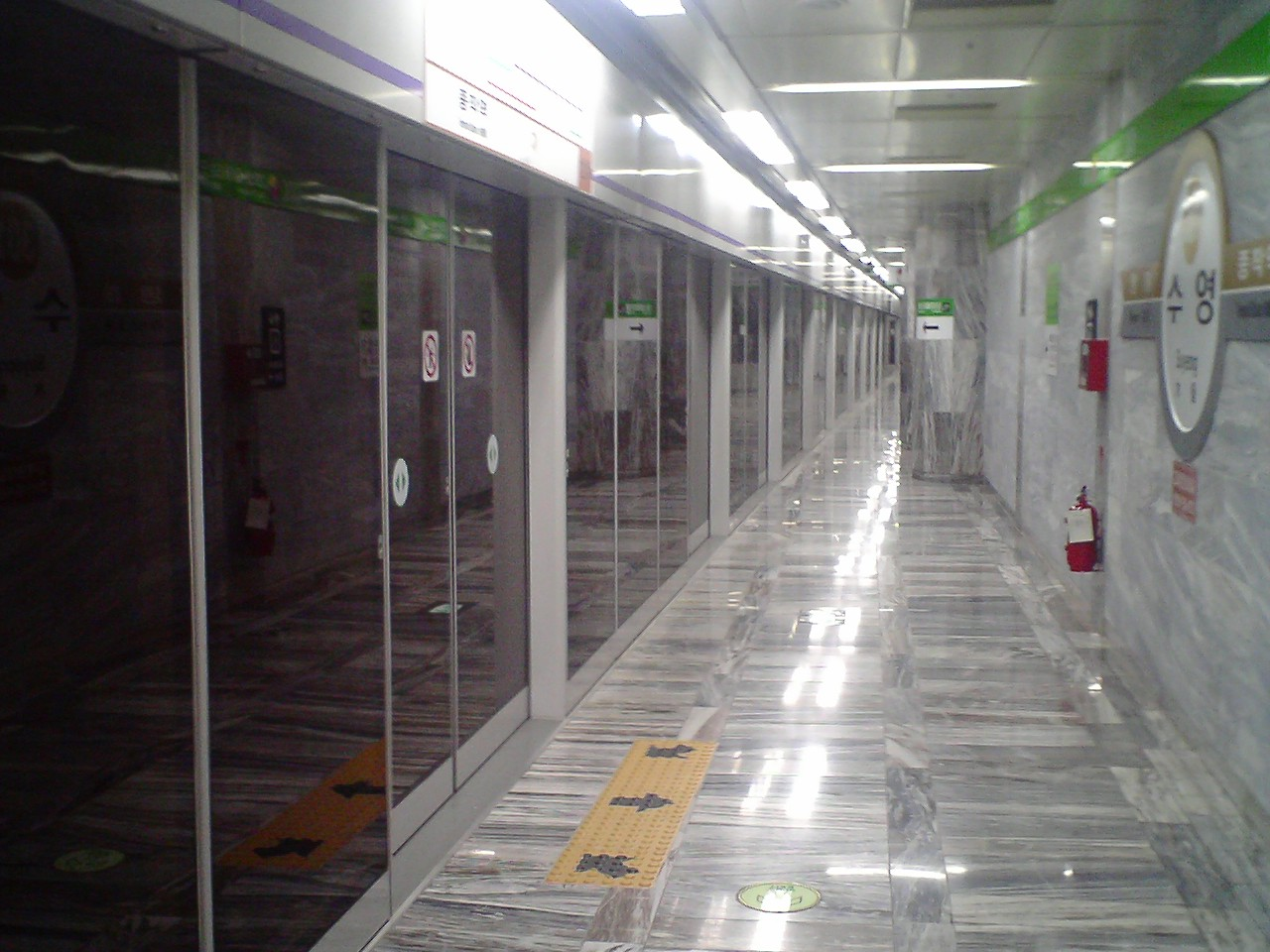
Peronfal a 3-as vonal Szujong állomásán

A barna színnel jelölt 3-as vonal építése 1997 novemberében kezdődött meg. Az eredeti tervek alapján a vonalat a 2002-ben Puszan által rendezett Ázsiai játékokra szerették volna átadni, a vonal lett volna a kapcsolat a meglevő metróvonalak és az új stadionok között. Megnyitása azonban az országban fellépő gazdasági válság, és más pénzügyi problémák miatt csak 2005. november 28-án vált lehetségessé. Az első szakasz hossza 18,3 km, az állomások száma 17. A 2003-as tegui metrótűz hatásaként az építés alatt álló vonalon minden állomáson a peronokat a vágányoktól elválasztó falat építettek ki, melyek ajtajai csak a metró beérkezte után nyílnak ki. Ez az egyetlen metróvonal Dél-Koreában, ahol a vonal összes állomása rendelkezik ilyen kialakítással.
A vonalon az első szerelvény 5:16 kor indul, az üzemidő 00:38-ig tart, az átlagos menetidő 39 perc.
A vonal építésének második fázisában egy új, Minam-Anphjong közötti ágat építenek meg, várhatóan 2008-ban történő átadással. Megépültével a vonal teljes hossza 31 km, az állomások száma szintén 31. Az új ág, a meglevő metróvonalakkal szemben automata, vezető nélküli kialakítással épül meg, hasonlóan a budapesti M4-es metróvonalhoz.

### Puszan-Kimheszi könnyűmetró
A puszani metróhálózattól függetlenül egy új, automata könnyűmetró vonal épül Puszan és a szomszédos Kimheszi város között. Az eltérő konstrukciós, valamint kapacitási különbségek miatt a puszani metróhálózat részének szorosan nem tekintett vonal előreláthatóan 2010 áprilisában készül el. A 23,9 km hosszú vonalon 18 állomás lesz, a tervezett utasforgalom 176 000 fő naponta. A vonal építését 2006 februárjában kezdték el, a kiépítés várható költsége 9,7 milliárd von. A normálnyomtávú, teljesen automatizált vonalat a  Posco és a Rotem építi. A vonal belső végállomása a jelenlegi kettes metró Szaszang (사상) állomása lesz, de átszállási kapcsolat lesz kiépítve a hármas vonal Tedzso állomásán is.

### További vonalak
A hosszú távú tervek között két új vonal építése szerepel. A 34,6 km hosszú 4-es vonal Gaduk városának déli részét kötné össze Namcsunnal, míg a 32,7 km hosszú 5-ös vonal Kimheszi városából indulva futna Hadanba Szaszangon keresztül.

## Járművek

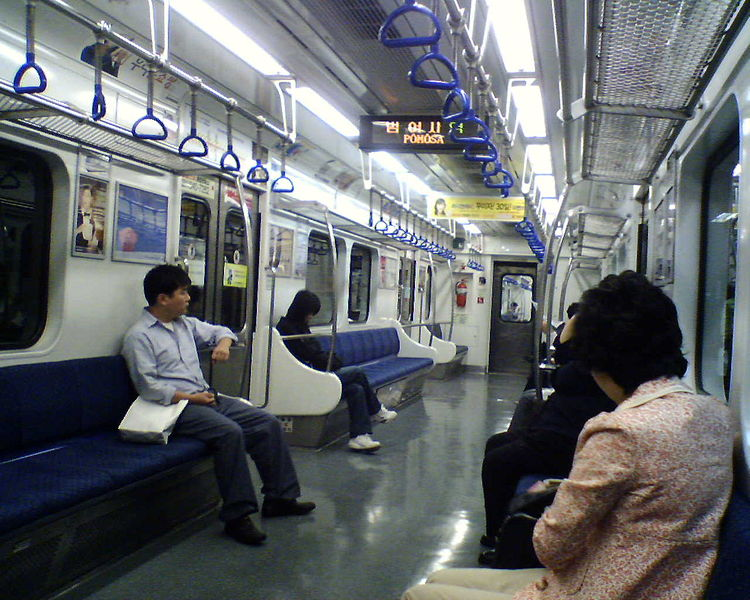
Az egyes vonalon közlekedő egyik kocsi beltere

A három vonalon hasonló kocsik közlekednek, az egyes vonalakon közlekedő szerelvények hossza eltérő. Míg az egyes vonalon 8, addig a kettesen csak 6, a hármason pedig 4 kocsiból álló szerelvények szállítják az utasokat. Az egyes vonalon 45, a kettesen 56, a hármason pedig 20 szerelvény áll rendelkezésre. Egy kocsi befogadóképessége vezetőfülkével ellátott kocsik esetén 113 fő, anélkül 124 fő. A kocsik egyenkénti hossza mindhárom vonal esetén 17500 mm, szélességük 2750mm, áramellátásuk (DC1500V) felsővezetéken keresztül történik. A vonatok maximális sebessége 80 km/h. A hármas vonal szerelvényei egyterűek, kocsijai akadálymentesen, ajtók nélkül átjárhatóak utazás közben.
A járművek tárolása négy remízben történik, az 1-es vonalon Nopho (26 szerelvény) és Szinphjong állomáson (19 szerelvény), a kettes vonalon Hophonál (56 szerelvény), a hármason pedig Tedzson (20 szerelvény).

## Jegyrendszer

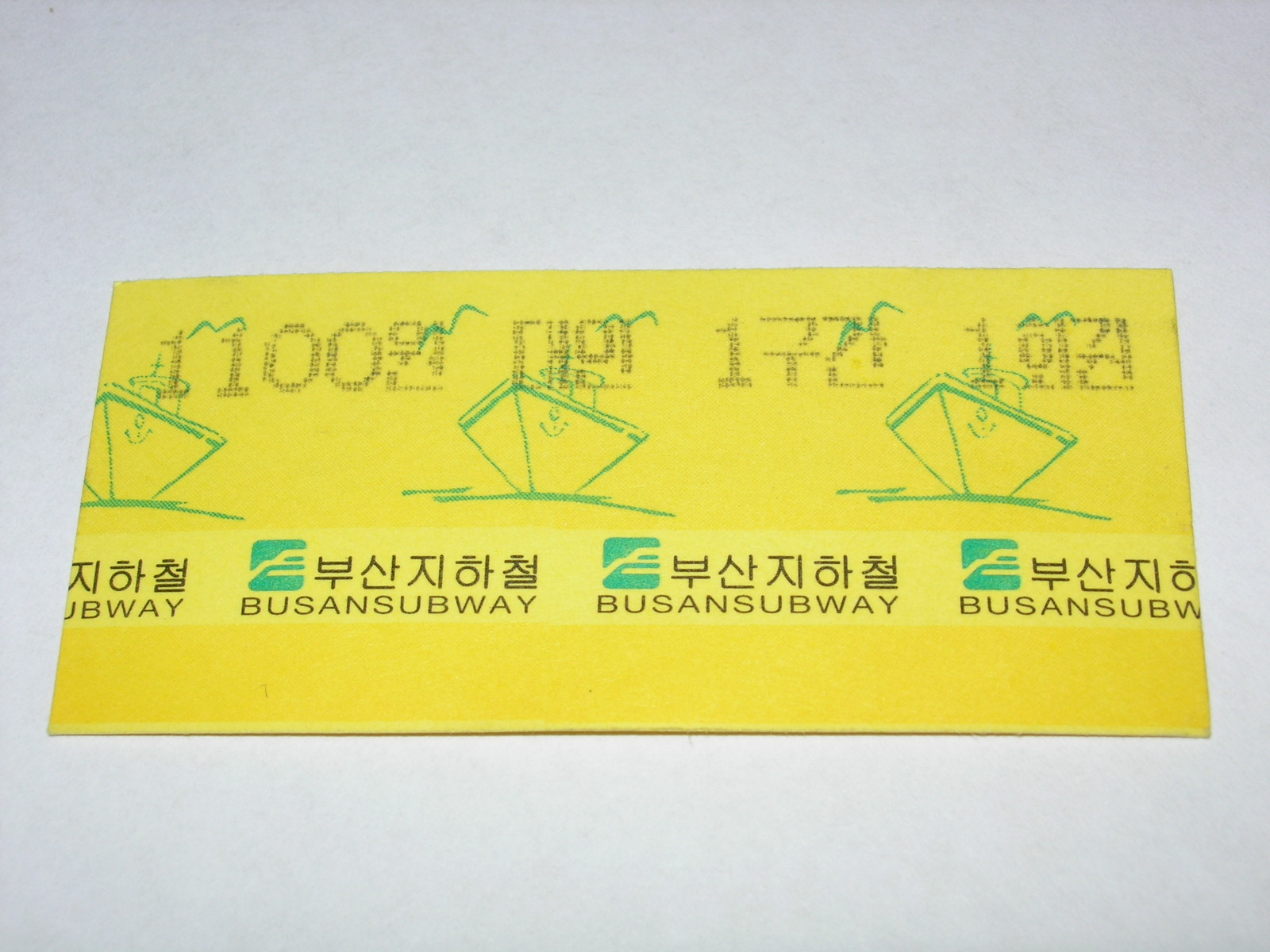
Hagyományos, 1100 vonos jegy

A metróhálózaton a jegyautomatákból vásárolható jegy egy útra 10 km távolságig 1100 von, 10 km felett 1300 von. A jegyeket a kiléptető rendszer miatt az utazás végéig meg kell őrizni. A 6 és 13 év közti gyerekek 50%-os kedvezményt kapnak a menetjegy árából.
A hagyományos jegyeken túl a Hanaro, és a Digital Puszan kártya segítségével a felnőttek 10%, a 13-18 év közti fiatalok 20% kedvezményt kapnak. Az utántölthető, bérletjellegű mikrocsippel ellátott kártyákat a beléptető rendszer szenzorai pénztárcán keresztül is érzékelik. A kártyák közti eltérés a feltölthető összeg nagyságában rejlik, a Digital Puszan kártya akár félmillió vonnal is utántölthető.
A Hanaro kártya bármely metróállomáson megvásárolható 2000 fontért, és bármelyik állomáson feltölthető a szükséges pénzmennyiséggel az erre kialakított, koreai és angol nyelven egyaránt használható automatáknál. A kártyák a metrózáson túl buszos utazáskor, illetve más jellegű automatákból történő vásárlásnál is használhatók.

## Kiegészítő szolgáltatások
- A TU Media által nyújtott szolgáltatás segítségével a hordozható eszközökön a metró teljes területén foghatók rádió és tv adások.
- Az egyes és kettes vonal mentén parkolók, és kerékpártárolóhelyek vannak kialakítva. A parkolók száma összesen 4684, míg az őrzött kerékpártárolók 1224 biciklit képesek befogadni összesen.